# Juliusz Stattler
Juliusz Kornel Stattler (ur. 5 lipca 1844 w Krakowie, zm. 29 listopada 1901) – polski kompozytor, pedagog i krytyk muzyczny.

## Życiorys

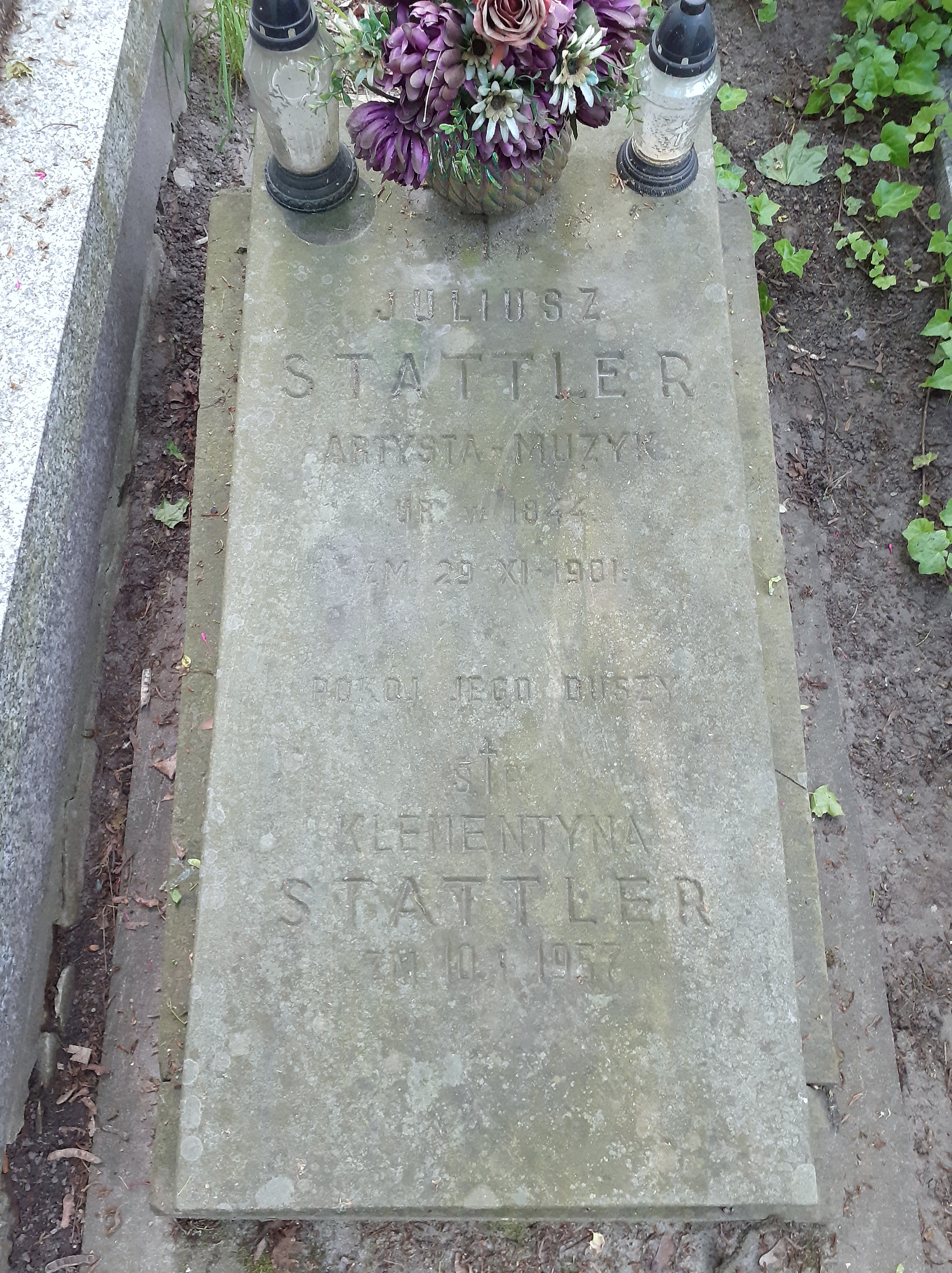
Grobowiec Juliusza i Klementyny Stattlerów

Urodził się 5 lipca 1844 w Krakowie. Pochodził z rodziny o artystycznych tradycjach, był synem malarza Wojciecha Stattlera (1800-1875) i pochodzącej z Rzymu Klementyny z domu Colonna-Zerboni (zm. 1897 w wieku 89 lat), bratem rzeźbiarza Henryka Stattlera (1834-1877). Podczas chrztu był trzymany przez przyjaciela swojego ojca, Juliusza Słowackiego, którego został imiennikiem. Wzrastał w uduchowionym środowisku artystycznym, w którym bywali Adam Mickiewicz i Fryderyk Chopin.
Dostrzeżony przez pianistkę Marceliną Czartoryską obrał dziedzinę muzyczną. Pod jej okiem uczył się przez rok, później kształcił się w Rzymie. Rezygnując z kariery wirtuoza fortepianu zajął się komponowaniem muzyki. W 1866 osiadł w Warszawie, gdzie skupił się na udzielaniu lekcji prywatnych. Działał w Towarzystwie Muzycznym. W 1872 objął klasę muzyki w Instytucie dla Ociemniałych. W 1882 klasę śpiewu chórowego w Instytucie Muzycznym. jednocześnie prowadził chóry w Szkole Technicznej Kolei Żelaznej Warszawsko-Wiedeńskiej, w Instytucie Maryjskim, w Instytucie Muzycznym oraz w zakładach żeńskich. Był także autorem recenzji muzycznych, publikowanych w czasopismach „Gazeta Warszawska”, „Słowo”, „Echo Muzyczne”, „Kuryer Codzienny”.
Zmarł 29 listopada 1901. Został pochowany na cmentarzu Powązkowskim (kwatera 265-5-25) 2 grudnia 1901 po nabożeństwie w kościele św. Aleksandra.
Był żonaty z Cecylią (1852–1911), z którą miał córki Klementynę (–1957), Helenę (1875–1955), Marię (1880–1944).